# Make Believe (album Weezera)
Make Believe – piąty studyjny album zespołu Weezer. Nagrywany był w Cello Studios, Grandmaster Recorders, Henson Studios i w domowym studio Ricka Rubina.

## Lista utworów
1. „Beverly Hills” – 3:16
2. „Perfect Situation” – 4:15
3. „This Is Such a Pity” – 3:24
4. „Hold Me” – 4:22
5. „Peace” – 3:53
6. „We Are All on Drugs” – 3:35
7. „The Damage in Your Heart” – 4:02
8. „Pardon Me” – 4:15
9. „My Best Friend” – 2:47
10. „The Other Way” – 3:16
11. „Freak Me Out” – 3:26
12. „Haunt You Every Day” – 4:37

## Single z płyty
- „Beverly Hills” (2005)
- „We Are All On Drugs” (2005)
- „Perfect Situation” (2005)
- „This Is Such A Pity” (2006)